# Los Cóndores (Argentina)
Los Cóndores es una localidad del departamento Calamuchita, en la provincia de Córdoba, Argentina, aunque últimamente su ejido urbano se está extendiendo por el norte de la localidad hacia el departamento Tercero Arriba.
Se encuentra ubicada en el vértice entre los departamentos Calamuchita, Tercero Arriba y Río Cuarto, sobre la RN 36, a 115 km de la ciudad de Córdoba, aproximadamente. Los Cóndores está situado a 506 m s. n. m.
La localidad surgió gracias al ferrocarril, pero sufrió una gran decadencia cuando este dejó de pasar. Sin embargo, en los últimos años, la economía local ha mostrado signos de reactivación.

## Población
Cuenta con 3370 habitantes (Indec, 2022), lo que representa un incremento del 17% frente a los 2879 habitantes (Indec, 2010) del censo anterior. Se calcula que actualmente tiene cerca de 3500 habitantes.
| Gráfica de evolución demográfica de Los Cóndores entre 1991 y 2022 |
|                                                                    |
| Fuente: Censos nacionales del INDEC                                |

## Economía
La principal actividad económica es la agricultura y la ganadería, los principales cultivos son: soja, sorgo, maíz y trigo. También se destaca la producción forestal, la producción frutihortícola y la avícola. La minería es también una parte importante de la economía local.
En los últimos años, la industria se ha recuperado enormemente, existen en la localidad una fábrica de pre-moldeados, fundiciones y varios microemprendimientos. La mayor ventaja de la economía local es la ubicación, ya que la localidad se encuentra sobre uno de los principales corredores viales del Mercosur, la RN 36 ahora convertida en autovía desde Córdoba hasta Río Cuarto.

## Historia
Abraham Molina fue el benefactor que le dio nacimiento a Los Cóndores. No obstante, de no haber sido por su empeño en crear instituciones y donar tierras para que nacieran otras, quizá Los Cóndores no habría logrado ser hoy un pueblo de casi 3.000 habitantes. Abraham Molina nació en 1863 en El Salto, un lugar próximo a Almafuerte, denominado de esa forma precisamente por el salto que tenía el cauce del río Ctalamochita. A los 23 años egresó como abogado de la Universidad Nacional de Córdoba.
Al igual que su hermano, el fundador de Almafuerte Pedro Carlos Molina, tuvo una activa participación en la política nacional. Desde muy joven trazó vínculos muy cercanos con Leandro Alem y Marcelo T. de Alvear, entre otros renombrados políticos. Su militancia política se desarrolló durante los años en el que el radicalismo planificaba su revolución. Se cuenta que Abraham Molina siempre remarcó que no perseguía ningún propósito personal en su actividad política, sino que solo lo motivaba hacer el bien público.
A principios del siglo pasado, durante la gobernación de José Vicente de Olmos, no había en Córdoba tranquilidad pública. Existían conspiraciones, las arcas fiscales estaban exhaustas y las ambiciones personales constituían un verdadero drenaje en las estructuras políticas. El radicalismo insistió en preparar otra revolución, tras el fallido intento de fines del 1800, que se concretó el 4 de febrero de 1905. Ese año se declaró gobernador al teniente coronel Daniel Fernández, de quien Molina fue ministro. Días más tarde, las tropas leales al mando del general Lorenzo Wintter ingresaron a Córdoba haciendo fracasar la revolución.
En 1910 Molina se retiró de la actividad política, decisión que también tomó su hermano Pedro Carlos, por fuertes discrepancias con la política personalista de Hipólito Yrigoyen. 
A Molina se le ofreció tres veces la candidatura a gobernador de Córdoba, rechazando en igual cantidad de veces esa invitación, sosteniendo: "para gobernar hay que mandar, y yo tengo muchos amigos". Cuando los hermanos Molina abandonan la actividad política, Pedro C. Molina se refugió en su estancia de El Salto y diagramó Almafuerte, pueblo que fundaría en 1912. Abraham hizo lo propio en Los Cóndores, lugar que antes de 1929 tuvo las denominaciones "Estación Km. 30.450", "Río Tercero", "El Tala" y "Modesto Acuña".
Los vecinos de Los Cóndores que conocen la historia medular de esa localidad señalan que quien es considerado su fundador, Abraham Molina, fue más benefactor que impulsor de un pueblo.

### Una iglesia y un colegio testigos del crecimiento
Junto con el edificio en donde había funcionado la escuela comenzó a levantarse también un templo, en el que, gracias a la llegada de los sacerdotes salesianos, los fieles podían asistir a misa todos los domingos.
Fueron varios los religiosos que pasaron por la parroquia y luego de algunos años se inauguró el edificio de un nuevo templo. Esta construcción, fue levantada próxima al viejo edificio y con los años se le fueron realizando sucesivas modificaciones hasta que, en 1944, fue inaugurado el edificio definitivo, de estilo arquitectónico románico-colonial.
En 1957 se reabrió el colegio, con alumnos que permanecían internos y otros de la misma localidad. Entre los numerosos sacerdotes que pasaron por la parroquia y la escuela, son especialmente recordados por la comunidad condorina los padres Domingo Cereale y Vicente Garnero, además del sacerdote Rafael Roggio, conocido entre los pobladores por la obra realizada en el campo espiritual, especialmente entre los jóvenes.

### La fundación
También el fundador del pueblo, Abraham Molina, quien de alguna manera propició la creación del colegio Salesiano y la iglesia del Sagrado Corazón de Los Cóndores. En 1924, el visionario donó un terreno e hizo construir en él un edificio en donde se estableció un año después un grupo de sacerdotes de la orden de los Benedictinos. Fueron ellos quienes dieron origen a una escuela de artes y oficios, la cual no prosperó, pero el edificio permanecería para que en 1928 fueran sacerdotes salesianos quienes se hicieran cargo.
Existe una historia referida a la familia Molina, conocida por muchos en Los Cóndores y en Almafuerte, que tiene que ver con el origen de Abraham, considerado el fundador de la localidad condorina. Cuentan los habitantes que conocen la historia del pueblo -incluso el relato está en algunos libros que describen la historia de esta región- que Abraham Molina fue hijo de un cacique, probablemente de la tribu ranquel que habitaba en el sur de la provincia. Se cuenta que Petrona Camacho, la madre de Abraham, fue raptada por los aborígenes del sur en uno de sus habituales malones, y que fue rescatada ya embarazada. Esta historia se confirmaría con los claros rasgos aborígenes que tenía el fundador de Los Cóndores, aunque aún muchos dicen que ese es un secreto de familia.
No se conoce en qué fecha se fundó Los Cóndores, pero se estima que fue en 1914. De hecho, en noviembre de 1964 la localidad festejó sus bodas de oro. En 1929, por decreto del Ministerio de Obras Públicas se atendió el planteo de un grupo de vecinos, y contemplando la situación geográfica cercana a las sierras del mismo nombre, se llamó al lugar Los Cóndores.
En su labor por el bien público se destaca que hizo construir el edificio donde funciona el colegio salesiano y también una gran biblioteca que llenó de libros vinculados a la abogacía. Muchas otras obras fueron posible gracias a las donaciones de tierras que realizó. Abraham Molina falleció el 11 de abril de 1950 y sus restos se encuentran depositados en la parroquia Sagrado Corazón de Los Cóndores.
Originalmente, según nos cuenta el historiador Fabián Tarquini, se denominó "El Pueblito de los Báez", debido a que en el año 1756 Don José Báez, adquiere estas tierras correspondientes a dos estancias, "El Tala" y "Cóndores", cuya referencia geográfica sería muy cerca de los cerros, y donde aún se conservan las ruinas del Oratorio San José. Sobre esta historia hay referencia a dicho asentamiento en un libro escrito por un prisionero inglés en su traslado a Calamuchita luego de las invasiones inglesas que en un párrafo dice "Todos se pusieron en viaje en la mañana del día dos, ansiosos por anticipar a los carros en su arribo a la aldea de Cóndores, que toma su nombre de la cantidad de ese pájaro inmenso que frecuenta las rocas casi inacesibles de su vecindad. Consta de quince casas, en un valle que corre de norte a sur, con capilla, y está bien resguardado por numerosas rocas cónicas y planas de granito, que forman el fondo. Se encuentra a veinticinco leguas S.S.E de Córdoba y casi tres del Tercero al Norte". En 1912, al concluirse la construcción del ramal del Ferrocarril Central Argentino que une las ciudades de Córdoba y Río Cuarto, se inauguró a 120 km. de la primera de las ciudades mencionadas, la estación denominada km 30.450, y desde 1929 por Decreto del Ministerio de Obras Públicas que así resolvió el planteo de un grupo de vecinos y contemplando la situación geográfica cercana a las Sierras del mismo nombre, se llama Los Cóndores.

## Medios de comunicación
- Activa Fm 93.5
- Fm Joven 101.7
- Dannce Fm 95.3
- Canal 4 Telecondor
- Urgente Ya.com.ar
- Fm Identidad 103.1
- Semanario El Cóndor Regional

## Parroquias de la Iglesia católica en Los Cóndores
| Diócesis  | Villa María              |
| --------- | ------------------------ |
| Parroquia | Sagrado Corazón de Jesús |